# Ifuaria pallida
Ifuaria pallida är en insektsart som beskrevs av Irena Dworakowska 1994. Ifuaria pallida ingår i släktet Ifuaria och familjen dvärgstritar. Inga underarter finns listade i Catalogue of Life.